# Zeca Mendes
José de Castro Mendes (Campinas, 27 de junho de 1901 — Campinas, 26 de janeiro de 1970), também conhecido como Zék ou Zeca Mendes, foi um artista, historiador, jornalista, músico e pesquisador brasileiro. Ele dá nome ao teatro municipal de Campinas, o Teatro Municipal Castro Mendes, por ter sido expositor na instituição e por ter contribuído amplamente com o registro da história da cidade, principalmente jornalisticamente, quando escreveu para o jornal Correio Popular, na década de 1960.

## Biografia
Na década de 1920, Mendes também atuou como cartunista, quadrinista e artista gráfico em revistas como A Onda, Nirvana e Mogyana, assinando essas suas obras como "Zék". Ele ainda foi capista, produzindo capas de livros. Também detém pinturas de 1947 presentes no acervo do Museu Paulista da USP.
Publicou livros como o Efemérides Campineiras, que fala sobre a história do município entre 1739 e 1960. Ainda produziu o documentário Retratos da Velha Campinas, com mais de 100 registros iconográficos da cidade.
Dedicou sua vida a registrar e enaltecer a cidade de Campinas, unindo sua paixão pela arte e pela história local. Jornalista, pintor, fotógrafo e poeta, ele foi um dos mais respeitados intelectuais campineiros, celebrando sua terra natal em livros, artigos, aquarelas e exposições. Seu amor pela cidade era notável e se refletia em sua intensa pesquisa sobre a história de Campinas, passando horas em arquivos e documentos antigos para resgatar fatos pouco conhecidos. Mesmo sem obter grandes benefícios financeiros, Mendes seguiu seu propósito de preservar a memória campineira, contribuindo para a identidade cultural da cidade.
Além de seu trabalho jornalístico e artístico, Mendes teve uma carreira relevante no Instituto Agronômico de Campinas (IAC), onde atuou como desenhista botânico e publicou seu primeiro grande trabalho, o álbum Velhas Fazendas Paulistas (1947), em parceria com J. E. Teixeira Mendes. Suas aquarelas sobre antigas fazendas da região foram elogiadas por Menotti Del Picchia como registros valiosos da era cafeeira. Também exerceu importante papel no Centro de Ciências, Letras e Artes de Campinas, onde criou e dirigiu os museus Carlos Gomes e  Campos Salles, consolidando sua influência na preservação da história local.
Mendes também escreveu para o jornal Diário do Povo. Em 1961, tornou-se presidente da Associação Campineira de Teatro Amador (ACATA). No final de sua vida, desiludido, resolveu queimar todos seus manuscritos.